# Comuna Lisna Poleana, Markivka
Lisna Poleana (în ucraineană Лісна Поляна) este o comună în raionul Markivka, regiunea Luhansk, Ucraina, formată din satele Fartukivka, Krupceanske, Lisna Poleana (reședința), Markivske, Skorodna și Tîșkivka.

## Demografie
Componența lingvistică a comunei Lisna Poleana
     Ucraineană (91,31%)
     Rusă (8,27%)
     Alte limbi (0,23%)
Conform recensământului din 2001, majoritatea populației comunei Lisna Poleana era vorbitoare de ucraineană (91,31%), existând în minoritate și vorbitori de rusă (8,27%).